# Gundemaro (bispo de Viseu)
Gundemaro (fl. 610 – 625) foi um prelado católico, bispo da diocese de Viseu, presente a 23 de outubro de 610 em Toledo, ao convite do rei visigótico de mesmo nome, subscrevendo a decreto que unia a província Cartaginense à de Toledo. Sucedeu a Sunila, no lugar de bispo da diocese de Viseu, tendo falecido por 625, sendo sucedido por Lauso.
 